# Jimmy Giuffre
Jimmy Giuffre (Dallas, Texas, 26 d'abril de 1921 - Pittsfield, Massachusetts, 24 d'abril de 2008) fou un saxofonista, clarinetista, flautista i arranjador estatunidenc de jazz.

## Biografia
Va començar aprenent a tocar el clarinet en una banda militar (1944) i rebent lliçons del famós Wesley LaViolette, després, passà a tocar a diverses big bands, com les de Jimmy Dorsey o Buddy Rich i s'uní, el 1949, als Second Herd de Woody Herman. Fou Herman qui adaptà un tema compost per Giuffre el 1946, quan estava a la banda de Gene Roland, Four Brothers, i el va convertir en un dels clàssics premonitoris del jazz de la Costa Oest i el cool.
As anys 50, participà activament en l'escena de la Costa Oest, treballant amb els Giants de Shorty Rogers o amb els seus propis grups, que incloïen gent com Bob Brookmeyer, Jim Hall o Pee Wee Russell. Col·labora, igualment, amb el Modern Jazz Quartet (1957).
En els anys 60, Giuffre milita, com gairebé tots, en el free jazz, col·laborà amb Carla Bley i Steve Swallow, i romanent a França gairebé cinc anys. Influït per la música oriental, col·laborà més tard amb Paul Bley i treballa amb sintetitzadors i música electrònica.

## Estil
Els períodes més fructífers de Giuffre són els seus enregistraments per a Atlantic Records (1956-1958) i per a Verve (1959-1961). En el primer, tocà una música d'arrels, en companyia de Jim Hall i Ralph Peña. Juntament amb obres com The train and the river (1958), la seva música va adquirir un valor d'intemporalitat simbòlica, constituïda pel bluesy, down home i folkies.
Giuffre és, en molts aspectes, un dels inventors del jazz modern, per la seva fecunda aliança entre la forma lliure i la necessitat de mantenir una forma, fins al punt que el seu disc amb Shelly Manne i Shorty Rogers, The Three, mereix estar al costat del Kind of the blue de Miles Davis, en el panteó de la modernitat jazzística.

## Discografia
- 1956: The Jimmy Giuffre 3 (Atlantic)
- 1958: The Music Man (Atlantic)
- 1958: The Four Brothers Sound (Atlantic)
- 1958: Trav'lin' Light (Atlantic)
- 1958: Western Suite (Atlantic)
- 1959: 7 Pieces (Verve)
- 1959: The Easy Way (Verve)
- 1959: Ad Lib (Verve)
- 1959: Piece For Clarinet And String Orchestra/Mobiles (Verve)
- 1960: Jimmy Giuffre Quartet Live in 1960 [Jazz Beat]
- 1961: 1961 (ECM)
- 1961: Fusion (Verve)
- 1961: Thesis (Verve)
- 1961: Emphasis & Flight 1961 (hatOLOGY) 11/61
- 1962: Free Fall (columbia) 1962
- 1965: Olympia 23 Fevrier 1960-27 Fevrier 1965 (Laserlight) 2/60 & 2/65
- 1971: Night Dance (Choice) 11/71
- 1974: Quiet Song (Improvising Artists)
- 1975: River Chant (Choice)
- 1975: The Train And The River (Candid Choice) 4/75
- 1975: Mosquit Dance (DJM)
- 1978: IAI Festival (Improvising Artists)
- 1983: Dragonfly (Soul Note)
- 1985: Quasar (Soul Note)
- 1989: The Life Of A Trio: Saturday - amb Steve Swallow i Paul Bley
- 1991: Liquid Dancers (Soul Note)
- 1991: Eiffel/River Station/Momentum: Willisau, 1988 (CELP/26/hatOLOGY) 11/87, 9/91
- 1992: Fly Away Little Bird (Owl) 6/92
- 1996: Conversations with a Goose (Soul Note)
- 2009: The Swamp People (Giant Steps)[3]

### Com a col·laborador
- Bob Brookmeyer - Traditionalism Revisited (World Pacific)
- Teddy Charles - The Teddy Charles Tentet (Atlantic)
- The Modern Jazz Quartet - At Music Inn, Guest Artist Jimmy Giuffre (Atlantic)
- Anita O'Day - Cool Heat (Verve)
- Anita O'Day - Pick Yourself Up (Verve)
- Varis - Collaboration West (Prestige)
- Herb Ellis - Herb Ellis Meets Jimmy Giuffre (Verve)
- Herb Ellis - Ellis In Wonderland (Verve)
- Llegeix Konitz - Lee Konitz Meets Jimmy Giuffre (Verve)
- Shelly Manne - The West Coast Sound (Contemporary)
- Shelly Manne - The Three And The Two (Contemporary)
- Shorty Rogers - Shorty Rogers & his Giants (RCA)
- Shorty Rogers - The Big Shorty Rogers Express (RCA)
- Shorty Rogers - Cool&Crazy (RCA)
- Shorty Rogers - The Swinging Mr Rogers (Atlantic)
- Shorty Rogers - Martians Come Back (Atlantic)
- Shorty Rogers - Way up There (Atlantic)
- Shorty Rogers - The Swinging Nutracker (Atlantic)
- Howard Rumsey - Sunday Jazz A la Lighthouse (Contemporary)
- Sonny Stitt - Sonny Stitt Plays Jimmy Giuffre